# Parafia cywilno-wojskowa św. Kazimierza w Chełmie
Parafia wojskowo-cywilna św. Kazimierza w Chełmie – parafia rzymskokatolicka w Chełmie, należąca do Dekanatu Wojsk Lądowych Ordynariatu Polowego Wojska Polskiego (do roku 2012 parafia należała do Krakowskiego Dekanatu Wojskowego) oraz do Dekanatu Chełm – Zachód w archidiecezji lubelskiej. Mieści się przy ul. Koszarowej.

## Historia
W 1856 roku zbudowano prawosławną garnizonową cerkiew pw. św.Trójcy. W okresie międzywojennym był to garnizonowy kościół rzymskokatolicki. Po II wojnie światowej władze komunistyczne zamieniły go na magazyn. W 1982 roku kościół został zwrócony wiernym i 22 sierpnia został poświęcony przez bp. Bolesława Pylaka.
Parafia została erygowana 21 września 1982 roku, z wydzielonego terytorium parafii Rozesłania św. Apostołów. W czerwcu 2001 roku na mocy porozumienia biskupów polowego i lubelskiego parafia stała się cywilno-wojskowa.

## Proboszczowie
- 1982–1993 ks. Kazimierz Stanisław Malinowski
- 1993–2001 ks. Józef Brodaczewski
- 2001–2016 ks. ppłk Grzegorz Kamiński
- 2016–2018 ks. prał. ppłk Witold Mach
- 2018–2020 ks. ppłk Grzegorz Przewrocki
- 2020–2024 ks. ppłk Mariusz Antczak[4]
- 2024 ks. ppłk SG Wiesław Kondraciuk (administrator)
- od 18 sierpnia 2024 ks mjr  Paweł Antkiewicz[5]

## Zasięg parafii
- Chełm – ulice: Andersa, Bednarska, Chłodna, Kaflarska, Koszarowa, Kowalska, Legionów Polskich, Lubelska, Miernicza, Miła, Młynarska, Niska, Piekarska, Północna, Rejowiecka, Synów Pułku, Szpitalna, Trubakowska, Wierzbowa, Zachodnia, Źródlana, Żołnierska.